# Sitting Down Here
Sitting Down Here è un singolo della cantante norvegese Lene Marlin, pubblicato il 22 febbraio 1999 come secondo estratto dal primo album in studio Playing My Game.
L'uscita del singolo fu posticipata in seguito al prolungato successo mondiale del precedente Unforgivable Sinner. Anche questo secondo lavoro ottiene enormi consensi in tutta Europa, compresa l'Inghilterra: mentre il precedente singolo era passato quasi inosservato (pur arrivando al numero 1 in Italia e Norvegia), Sitting Down Here raggiunge la quinta posizione nella classifica dei singoli più venduti.

## Video musicale
Il videoclip del brano è stato girato fuori Londra.

## Tracce
- CD single (1999)

1. Sitting Down Here
2. The Way We Are (live acoustic version)

- CD single Maxi (1999)

1. Sitting Down Here (original version)
2. Playing My Game (acoustic version)
3. I Know – 2:23

- French CD single

1. Sitting Down Here (original version)
2. Sitting Down Here (Tin Tin Out mix)

- UK CD single Maxi (2000)

1. Sitting Down Here (original version)
2. Sitting Down Here (Tin Tin Out mix)
3. Playing My Game (acoustic version)
4. Sitting Down Here (Video)

- UK cassette (2000)

1. Sitting Down Here (original version)
2. Sitting Down Here (Tin Tin Out mix)
3. Playing My Game (acoustic version)

## Classifiche
| Classifica (1999-2000) | Posizione massima |
| ---------------------- | ----------------- |
| Austria                | 38                |
| Belgio (Fiandre)       | 44                |
| Belgio (Vallonia)      | 31                |
| Finlandia              | 4                 |
| Francia                | 48                |
| Germania               | 57                |
| Irlanda                | 6                 |
| Islanda                | 29                |
| Italia                 | 5                 |
| Norvegia               | 2                 |
| Nuova Zelanda          | 4                 |
| Paesi Bassi            | 7                 |
| Regno Unito            | 5                 |
| Svezia                 | 18                |
| Ungheria               | 6                 |